# Bohdanovce nad Trnavou
Bohdanovce nad Trnavou é um município da Eslováquia, situado no distrito de Trnava, na região de Trnava. Tem 11,48 km² de área e sua população em 2019 foi estimada em 1487 habitantes.

## Demografia
| Ano:        | 1994 | 2004   | 2014    | 2024    |
| ----------- | ---- | ------ | ------- | ------- |
| Broj ljudi: | 936  | 969    | 1306    | 1529    |
| Razlika:    |      | +3,52% | +34,77% | +17,07% |

| Ano:               | 2023 | 2024   |
| ------------------ | ---- | ------ |
| Número de pessoas: | 1532 | 1529   |
| Diferença:         |      | -0,19% |